# Rubus distractiformis
Rubus distractiformis är en rosväxtart som beskrevs av Newton. Rubus distractiformis ingår i släktet rubusar, och familjen rosväxter. Inga underarter finns listade i Catalogue of Life.